# Niko Čeko
Niko Čeko (Livno, 13. veljače 1969.) bivši je hrvatski nogometni reprezentativac.
Karijeru je počeo u rodnom Livnu, a veći dio svoje karijere proveo je u NK Zagrebu i splitskom Hajduk, s kraćim nastupima za Maribor i Šibenik.
Statistika u Hajduku
| Natjecanje        | Nastupi | Zgoditci |
| ----------------- | ------- | -------- |
| Prvenstvo         | 27      | 6        |
| Kup               | 2       | 1        |
| Superkup          | 0       | 0        |
| Međunarodne       | 4       | 0        |
| Splitski podsavez | 0       | 0        |
| Ukupno            | 33      | 7        |
| Prijateljske      | 14      | 5        |
| Sveukupno         | 47      | 12       |

Čeko ima i dva nastupa za Hrvatsku u samim počecim moderne hrvatske reprezentacije 1992. godine, u dva prijateljska nastupa na gostovanju protiv Australije.